# ثيف (آبل 2)
ثيف (بالإنجليزية: Thief)‏، هي لعبة إلكترونية من نوع مغامرات، أنتجت عام 1982م وطورها المصمم بوب فلاناغان، ونشرها شركة داتاموست، وتعمل حصريا لنظام آبل II.

## المرجع
1. ↑  Thief (Apple II video game) - Wikipedia, the free encyclopedia [الإنجليزية]